# Зальцбургер АК 1914
Спортивний клуб «Зальцбургер АК 1914» (нім. Salzburger AK 1914) — австрійський спортивний клуб, який базується в місті Зальцбург. Заснований у 1914 році. У клубі працюють секції футболу, фехтування, фігурного катання, фітнесу та роликових ковзанів. Команда гандбольної секції, яка була розпущена, стала чемпіоном Австрії серед чоловіків у 1971 році.